# Galgenberg (Heerde)
De Galgenberg is een 21,9 meter hoge heuvel in de gemeente Heerde in de Nederlandse provincie Gelderland. De Galgenberg ligt op de Veluwe, enkele kilometers ten westen van Heerde.

## Veel galgenbergen
Veel plaatsen in Drenthe en op de Veluwe hebben, meestal enkele kilometers buiten de bewoonde wereld, een plek die Galgenberg wordt genoemd. Hier werden de – in het geval van de Veluwe – in Arnhem geëxecuteerden in hun eigen woonplaats gedurende een dag ter afschrikking tentoongesteld; aan een galg gehangen als hij (of zij) opgehangen was, aan een paal vastgebonden als hij was gewurgd of op een hoge paal met een soort wagenwiel (het rad) geplaatst als hij geradbraakt was. Deze gewoonte zou dateren uit de tijd van de Germanen.